# Jawi

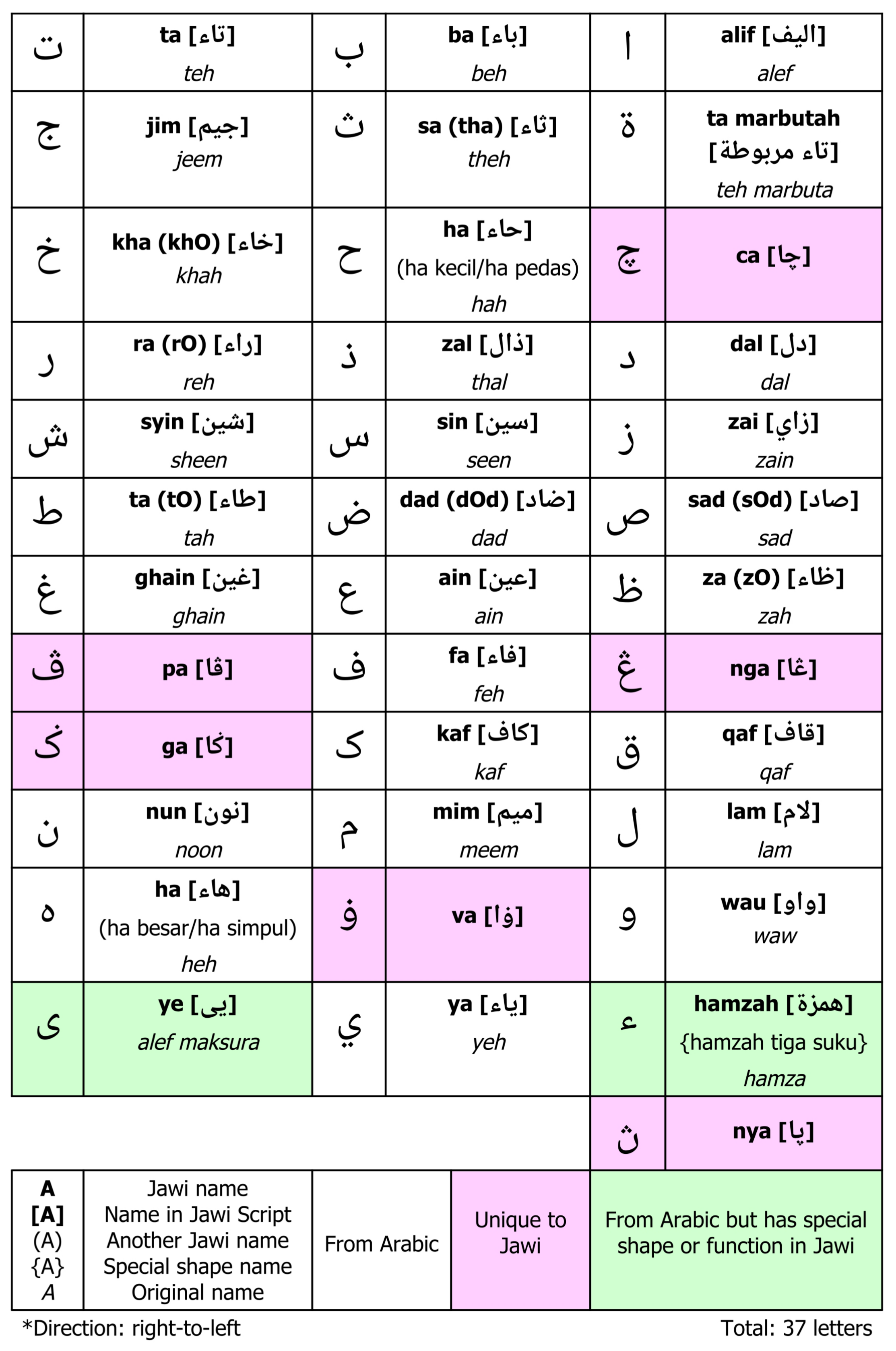
Alfabeto jawi (a tabela deve ser lida da direita para a esquerda, de cima para baixo.

Jawi (em árabe: جاوي, transl. Jawi) ou Yawi (em Pattani) é uma versão do alfabeto árabe utilizada para a escrita do idioma malaio.
O jawi é uma das duas escritas oficiais da Malásia e do Brunei. Foi o alfabeto padrão do malaio até ser substituído pela versão local do alfabeto latino (rumi), quando foi relegado para a condição de escrita utilizada exclusivamente para certos propósitos religiosos e culturais. O uso cotidiano do jawi ainda se mantém em áreas habitadas por populações malaias mais conservadoras, como Pattani, na Tailândia, e Kelantan, na própria Malásia.